# Léon Delafosse

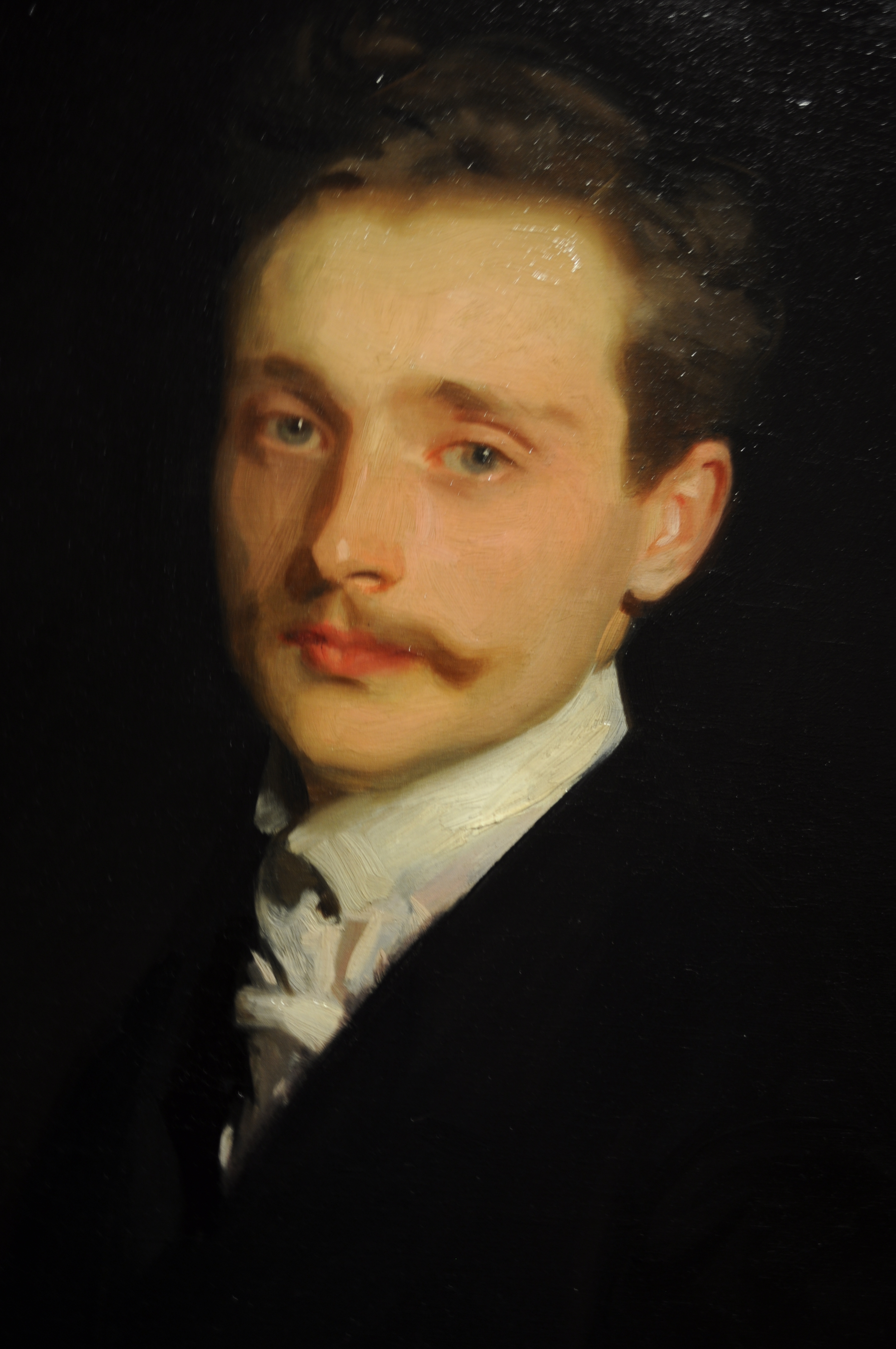
Léon Delafosse door John Singer Sargent (detail)

Léon Delafosse (1874 - 1951) was een Frans componist en pianist die vooral bekend is geworden als mogelijk model voor Charles Morel in de romancyclus À la recherche du temps perdu van Marcel Proust.

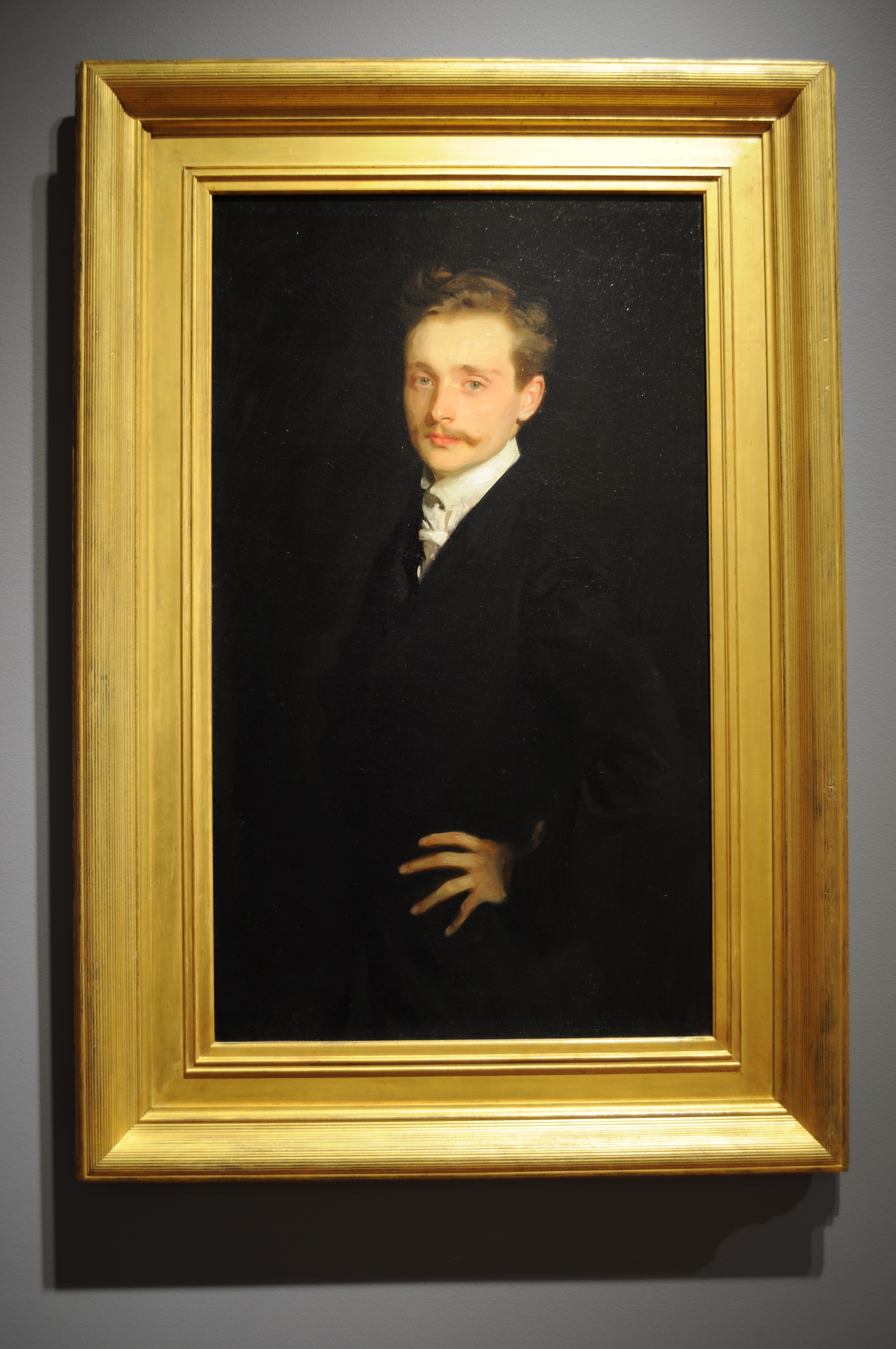
Léon Delafosse door John Singer Sargent

## Biografie
Delafosse was van eenvoudige komaf. Hij werd leerling van Antonin Marmontel (1850-1907) aan het Conservatoire de Paris. Op zevenjarige leeftijd gaf hij zijn eerste recital en zes jaar later won hij de eerste prijs op het Conservatoire. Vervolgens werd hij de protegé van de dichter Robert de Montesquiou (1855-1921), de gravin Metternich en de prinses Rachel de Brancovan. Hij gaf recitals, maar schreef ook zelf composities voor piano, waaronder Soirée d'amour (1895), Quintette des fleurs (1896),  Mandolines à la Passante en Cinq Fantaisies, en voor piano en orkest een Concerto (1998) en een Konzertstück.  
In 1894 kwam hij in contact met de schrijver Marcel Proust (1871-1922). Delafosse droeg composities op aan zowel Montesquiou als Proust. De laatste noemde hem L'Ange. Beide schrijvers distantieerden zich later van Delafosse, waardoor hij niet meer welkom was in de Parijse literaire salons. Toen een vriend aan Proust voorstelde bij hem een concert te organiseren, antwoordde deze dat alles goed was, maar dat hij één persoon liever niet zag: "M. Delafosse, qu'il me serait peu agréable d'avoir chez moi".
In 1896 gaf Delafosse in Londen een serie concerten met de beroemde Belgische violist Eugène Ysaÿe.
In de jaren 1890 schilderde John Singer Sargent het Portret van Léon Delafosse.
- Bibliothèque nationale de France: cb14821108s (data)
- International Standard Name Identifier: 0000 0000 7103 5199
- Library of Congress Control Number: no94000941
- MusicBrainz: cf972233-ee49-4bb5-86b8-ebc07ab9bb61
- Nationale Bibliotheek van Israël: 987007287749605171
- Istituto Centrale per il Catalogo Unico: UBOV240825
- Système universitaire de documentation: 170391329
- Virtual International Authority File: 61813958
- WorldCat: E39PBJpYy9dVhKb3tv6X8Bbrv3